# La Parròquia d’Hortó
La Parròquia d’Hortó – miejscowość w Hiszpanii, w Katalonii, w prowincji Lleida, w comarce Alt Urgell, w gminie Ribera d’Urgellet.
Według danych INE w 2020 roku liczyła 88 mieszkańców – 43 mężczyzn i 45 kobiet. 